# Водриэл, Дэвид
Дэ́вид Скотт Водри́эл (англ. David Scott Vaudreuil; род. 12 декабря 1966, Гонолулу) — американский футболист, игрок в шоубол и футбольный тренер.

## Карьера

### Карьера игрока
В 1984—1987 годах Водриэл обучался в Принстонском университете и играл за университетскую футбольную команду «Принстон Тайгерз».
Водриэл начал профессиональную карьеру в 1989 году в клубе «Вашингтон Старз» Американской футбольной лиги.
В последующем играл в шоубол: выступал в MISL за «Балтимор Бласт» в 1989—1991 годах и в NPSL за «Харрисберг Хит» в 1991—1992 годах, за «Милуоки Уэйв» в 1992—1995 годах и за «Балтимор Спирит» в 1995—1996 годах, а также за состав по шоуболу мексиканской «Пуэблы» в 1994 году.
Продолжая играть в шоубол, периодически возвращался в большой футбол: выступал в 1993 году за «Тампа-Бэй Раудис» в Американской профессиональной футбольной лиге, в 1995 году за «Хьюстон Форс» в USISL и за «Нью-Йорк Сенторс» в Эй-лиге.
4 марта 1996 года на дополнительном драфте MLS Водриэл был выбран во втором раунде под общим 17-м номером клубом «Лос-Анджелес Гэлакси». Однако 24 марта клуб отчислил игрока.
После отчисления из «Гэлакси» присоединился к клубу USISL «Хамптон-Родс Маринерс».
16 мая 1996 года Водриэл был взят в аренду клубом MLS «Ди Си Юнайтед». 28 мая перешёл в «Юнайтед» на постоянной основе. За два сезона, проведённых в округе Колумбия, он выиграл два чемпионских титула MLS.
6 ноября 1997 года на драфте расширения MLS Водриэл был выбран клубом «Майами Фьюжн».
14 августа 1998 года «Майами Фьюжн» обменял Водриэла в «Колорадо Рэпидз» на Тайрона Маршалла и Джейсона Бойса. За «Рэпидз» он играл два сезона.
22 февраля 2001 года вернулся в «Балтимор Бласт», бывший «Балтимор Спирит».
Весной 2001 года присоединился к клубу Эй-лиги «Коннектикут Вулвз».
3 июля 2001 года Водриэл подписал контракт с клубом MLS «Чикаго Файр». Также в 2001 году сыграл один матч в аренде в клубе Эй-лиги «Милуоки Рэмпейдж». 15 января 2002 года «Чикаго Файр» поместил Водриэла в список отказов, но 18 мая 2002 года клуб переподписал его на замену травмированному Крису Армасу. 5 ноября 2002 года «Чикаго Файр» вновь отчислил Водриэла.

### Карьера тренера
В 1992 году ассистировал в футбольной команде Университета Де Поля.
9 января 2003 года Водриэл был назначен главным тренером клуба «Джерси Шор Бока» из Премьер-лиги развития.
9 февраля 2004 года Водриэл занял пост главного тренера клуба Эй-лиги «Атланта Силвербэкс». 14 июня 2005 года «Атланта Силвербэкс» уволила Водриэла. Клуб в 39 матчах под его руководством одержал 17 побед, потерпел 16 поражений и 6 раз сыграл вничью.
В сентябре 2005 года он в качестве ассистента вошёл в тренерский штаб шоубольной команды «Чикаго Сторм» из MISL.
Осенью 2006 года работал спортивным директором «Чивас США».
В 2007 году тренировал клуб «Холливуд Юнайтед».
Во второй половине 2009 года тренировал команду до 18 лет в академии «Лос-Анджелес Гэлакси».
4 апреля 2012 года Водриэл вошёл в тренерский штаб «Нью-Инглэнд Революшн», заняв должности тренера резервной команды и ассистента главного тренера. В ноябре 2012 года он покинул клуб.
6 декабря 2016 года Водриэл был назначен главным тренером клуба USL «Талса Рафнекс». 25 октября 2017 года, после того как под его началом клуб впервые вышел в постсезон, контракт с ним был продлён на два года. 25 июня 2018 года Водриэл был уволен. К этому моменту «Талса Рафнекс» в 15 матчах с начала сезона 2018 не смогла одержать ни одной победы и, набрав 7 очков, занимала последнее место в Западной конференции.

## Достижения
Командные
 «Ди Си Юнайтед»
- Чемпион MLS (обладатель Кубка MLS): 1996, 1997
- Победитель регулярного чемпионата MLS: 1997
- Обладатель Открытого кубка США: 1996